# آلهة الحرب
آلهة الحرب (بالإنجليزية: Gods of War)‏ هو الألبوم العاشر لفرقة الهيفي ميتال الأمريكية مانووار ، صدر في 23 فبراير 2007 من خلال موسيقى الدائرة السحرية. 
تضمنت الأغاني الموجودة في الألبوم محتوى غنائيًا شائعًا يشير إلى آلهة الحرب من أساطير مختلفة. كان هذا آخر ألبوم استوديو للفرقة يظهر فيه عازف الدرامز سكوت كولومبوس ، الذي توفي عام 2011 . 
عادت الفرقة إلى العروض الحية قبل عامين من إصدار الألبوم ، عندما قاموا بجولة في الولايات المتحدة مع رابسودي أوف فاير ‏ وهولي هيل. استمرت الجولة في أوروبا في ربيع عام 2006 تحت اسم "جولة الشياطين والتنين والمحاربين" ، مصحوبة بإصدار الأغنية المنفردة " أبناء أودين " التي دخلت تصنيف Top-20 الفنلندي ووصلت إلى المركز الثالث في المخططات الدنماركية . والمجر . 
صعد الألبوم إلى المركز الثاني في المخططات الألمانية وأعلى 10 في النمسا ، بينما كان ناجحًا في الدول الاسكندنافية وسويسرا وإيطاليا وحصل على الرقم القياسي الذهبي في روسيا . 
للترويج له ، قام مانور بجولة مرة أخرى مع رابسودي أوف فاير وهولي هيل ،  حيث تم تسجيل ألبوم " Gods of War Live " ، والذي تم إصداره في نفس العام. 

## الأغاني
- تم تنفيذ جميع المقطوعات الموسيقية بواسطة Joey DeMaio ما لم يذكر خلاف ذلك.

| #   | عنوان                                           | المدة |
| --- | ----------------------------------------------- | ----- |
| 1.  | "Overture to the Hymn of the Immortal Warriors" | 6:19  |
| 2.  | "The Ascension"                                 | 2:30  |
| 3.  | "King of Kings"                                 | 4:18  |
| 4.  | "Army of the Dead, Part I"                      | 1:58  |
| 5.  | "Sleipnir" (Logan, DeMaio)                      | 5:13  |
| 6.  | "Loki God of Fire"                              | 3:50  |
| 7.  | "Blood Brothers"                                | 4:54  |
| 8.  | "Overture to Odin"                              | 3:41  |
| 9.  | "The Blood of Odin"                             | 3:57  |
| 10. | "The Sons of Odin"                              | 6:23  |

## مواقف الرسم البياني
| دولة            | موضع |
| --------------- | ---- |
| ألمانيا         | 2    |
| المجر           | 3    |
| النمسا          | 9    |
| فنلندا          | 12   |
| السويد          | 17   |
| سويسرا          | 21   |
| إيطاليا         | 35   |
| النرويج         | 36   |
| اليابان         | 54   |
| إسبانيا         | 85   |
| فرنسا           | 109  |
| المملكة المتحدة | 163  |

| دولة     | موضع |
| -------- | ---- |
| الدنمارك | 3    |
| المجر    | 3    |
| فنلندا   | 18   |
| إيطاليا  | 43   |

## الجوائز
آلهة الحرب (ألبوم)
- روسيا ( NFPF Certification ): ذهبي [21]

## أعضاء الفرقة
تم تسجيل " Gods of War " من قبل الموسيقيين التالية أسماؤهم:
- اريك ادامز - غناء
- كارل لوجان - الغيتار ، لوحات المفاتيح
- جوي دي مايو - الصوت الجهير ولوحات المفاتيح والسرد
- سكوت كولومبوس - طبول ، إيقاع

## الإحالات
1. ↑  Magic Circle Music - CDs and Vinyl at Discogs نسخة محفوظة 2023-05-23 على موقع واي باك مشين.
2. ↑  MANOWAR Drummer Scott Columbus Dies at Age 54 - Metal Injection نسخة محفوظة 2023-06-05 على موقع واي باك مشين.
3. ↑  The Sons Of Odin (song) by Manowar - Music Charts نسخة محفوظة 2019-08-07 على موقع واي باك مشين.
4. ↑  Gods Of War by Manowar - Music Charts نسخة محفوظة 2019-08-07 على موقع واي باك مشين.
5. ↑  MANOWAR TAKES YOU TO VALHALLA; DEMONS, DRAGONS & WARRIORS TOUR 2007 DATES ANNOUNCED نسخة محفوظة 2023-08-05 على موقع واي باك مشين.
6. ↑  Manowar - Gods Of War Live at Discogs نسخة محفوظة 2021-02-18 على موقع واي باك مشين.
7. ↑  Offizielle Deutsche Charts: Home نسخة محفوظة 2023-05-23 على موقع واي باك مشين.
8. 1 2  Kereső - előadó/cím szerint - Archívum - Hivatalos magyar slágerlisták نسخة محفوظة 2023-03-06 على موقع واي باك مشين.
9. ↑  Manowar - austriancharts.at نسخة محفوظة 2019-04-09 على موقع واي باك مشين.
10. 1 2  finnishcharts.com - Discography Manowar نسخة محفوظة 2016-04-05 على موقع واي باك مشين.
11. ↑  swedishcharts.com - Discography Manowar نسخة محفوظة 2023-07-07 على موقع واي باك مشين.
12. ↑  Manowar - swisscharts.com - Hitparade.ch نسخة محفوظة 2020-12-21 على موقع واي باك مشين.
13. ↑  italiancharts.com - Discography Manowar نسخة محفوظة 2016-10-11 على موقع واي باك مشين.
14. ↑  norwegiancharts.com - Discography Manowar نسخة محفوظة 2023-07-01 على موقع واي باك مشين.
15. ↑  "マノウォーのCDアルバムランキング、マノウォーのプロフィールならオリコン芸能人事典" نسخة محفوظة 2017-08-27 على موقع واي باك مشين.
16. ↑  spanishcharts.com - Discography Manowar نسخة محفوظة 2016-09-25 على موقع واي باك مشين.
17. ↑  lescharts.com - Discographie Manowar نسخة محفوظة 2022-08-18 على موقع واي باك مشين.
18. ↑  Chart Log UK: M - My Vitriol نسخة محفوظة 2023-04-09 على موقع واي باك مشين.
19. ↑  Denmark Singles Top 40 - Music Charts نسخة محفوظة 2019-08-04 على موقع واي باك مشين.
20. ↑  Italy Singles Top 50 (October 27, 2006) - Music Charts نسخة محفوظة 2019-08-04 على موقع واي باك مشين.
21. ↑  "«ЗОЛОТО» И «ПЛАТИНА» / International 2007". مؤرشف من الأصل في 2009-01-24. اطلع عليه بتاريخ 2009-01-24.